# Região Central (Malawi)
A Região Central é uma das 3 regiões do Malawi. Sua capital é a cidade de Lilongwe.

## Distritos
- Dedza
- Dowa
- Kasungu
- Lilongwe
- Mchinji
- Nkhotakota
- Ntcheu
- Ntchisi
- Salima